# Gustavo Ávila
Gustavo Ávila (Caracas, Venezuela; 14 de junio de 1938) es un jinete venezolano retirado ganador de 1.472 carreras entre 1954 y 1985.

## Carrera
Compitió muchos años en Venezuela y Estados Unidos, donde alcanzó destacados triunfos. En 1966, sobre Victoreado, conquistó el primer Clásico Internacional del Caribe en Puerto Rico. En 1971 con Cañonero II ganó dos pruebas clásicas de la hípica norteamericana, el Derby de Kentucky y el Preakness Stakes, faltándole solo el Belmont Stakes para haber ganado la Triple Corona.
Estudió en las Escuelas Primarias Franklin Roosevelt y Pedro Mendoza. Pasó los primeros dos años del Bachillerato en el Liceo de Aplicación, en El Paraíso, donde observó la preferencia que le daban sus jóvenes amistades al jinete Enrique H. Bouley, eso le animó a probar ser jockey y reconocido como él. Fue a la escuela de jinetes del extinto Hipódromo Nacional de El Paraíso, siendo Ricardo Ramírez el director, allí aprendió a montar en un poni argentino, pero no le daban caballos purasangres porque era muy novato (confiesa Don Gustavo que le tenía mucho miedo). 
Debuta como profesional de la fusta en el desaparecido Hipódromo Nacional de El Paraíso el sábado 14 de agosto de 1954 en la reunión número 39, en una especial exclusiva para jinetes no ganadores de más de 3 tres carreras, donde guio a La Venus, entrenada por Luis Gallegos, arribando en la quinta posición. Esa competencia la ganó Sonia con la conducción de G. I. Blanco, el tiempo agenciado fue de 77"1 para distancia de 1.200 metros. Don Gustavo tiene una anécdota: "Era una carrera de novatos. Jamás podré olvidar ese día, primero no encontraba los estribos y luego se me cayó el fuete en la partida. Estaba nervioso y tembloroso terminé en el quinto puesto. El recorrido me pareció muy largo. No solo resultó un calvario para mí, sino para Justo Torres, quien también se estrenaba en ese momento".
Su primer éxito se registró el martes 5 de julio de 1955, sorprendiendo en el 5 y 6 con el ejemplar Solis, preparado por el chileno Héctor Samuel Hernández. De ese momento Gustavo recuerda: "Estaba tranquilo en el aparato y cuando la puerta se abrió, salí disparado, me coloqué en el tercer puesto, luego en el segundo, y cuando ya estábamos en la recta final, tomé la punta para no perderla jamás. Era mi ocasión, y si triunfaba, como había dicho a mamá, las cosas cambiarían". El año siguiente (1956) también resultó inolvidable para el Monstruo, quien terminó siendo el Mejor Aprendiz y porque, además, el 15 de septiembre logró graduarse como profesional al obtener su triunfo número 60, montado sobre el dosañero Despreciado (casualmente con este ejemplar se anotó su primer clásico, el Clásico José Antonio Páez y derrotando a los mejores del momento).
Su excelente silla, gran inteligencia y recursos sobre un purasangre lo llevarían rápidamente al estrellato. Ganó las estadísticas de los años 1957 (84 primeros), 1958 (90), 1959 (73), 1967 (105) y 1973 (94). En la semana del sábado 8 y domingo 9 de agosto de 1959 alcanzó 8 victorias (récord para la época) por intermedio de Catatumbo, Brete, Tristán, Banal, Onagro, Carretón, Aquille y Mi Carlo. Porque el apodo de "Monstruo", recuerda Don Gustavo: "Una vez se me acercó el periodista Alberto "Tapatapa" Hidalgo y me dijo que parecía un monstruo porque casi siempre pasaba la raya primero, y con ese remoquete me quedé para siempre"
La victoria de Banal del 08-08-59 tuvo la particularidad de que dicha prueba Millard Ziadie presentó cuatro ejemplares y los cuatro ocuparon las primeras posiciones del marcador. En ella corrieron diez en total. Su hoja de servicios es extraordinaria y en ella puede leerse que se paseó por países tan disímiles como Checoslovaquia, Inglaterra, Italia y otros lares del Viejo Continente, además de toda la América hípica, es decir, Canadá, Estados Unidos, México, Panamá, Puerto Rico, Jamaica, Colombia, Perú, Chile, Uruguay y Argentina.
En 1966, sobre Victoreado, conquistó el primer Clásico Internacional del Caribe en Puerto Rico. Ávila recuerda que ganó en Venezuela con el caballo Viviani e igual con la yegua Yeyela. De esa pareja nació Victoreado. Sobre ese triunfo cuenta emocionado: "Se dio la partida con el favorito El Rebelde adelante y Vélika muy cerca. Eran 1800 metros. Yo andaba en el cuarto o quinto lugar, y ya en la recta final, con El Rebelde montado por Cordero junior, siempre al frente, y Vélika en el segundo, me lancé con fuerza. Grité a Rogelio que era yo y él me dio paso. El Rebelde no pudo con Victoreado y por primera vez un Jinete Venezolano ganaba en el extranjero".
Otros triunfos internacionales los obtuvo con Cañonero en los dos primeros pasos de la triplecorona norteamericana en 1971 (Kentucky Derby y Preakness Stakes). Recuerda Don Gustavo: "Me correspondió el puesto 15. Pensaba que si Cañonero respondía ganaba la carrera. Seguía reflexionando y mientras lo hacía, acariciaba su cabeza. Meditaba sobre mi esposa y Venezuela, hasta que se abrieron las puertas del aparato. Me trancaron y tuve que levantar al caballo. Estaba en el último puesto de un total de 23, pero no perdí la paciencia. Faltaba mucho trecho y dejé que el caballo hiciera lo que quisiera. Lo hizo muy bien, solo lo exigí en la recta final y ganó por cinco cuerpos y medio, ante 170 mil personas. La mayoría no lo creía, y mi compadre, Luis Aparicio, quien estaba en Boston, sí tenía confianza en mí, por eso se ganó una polla hecha por jugadores de Grandes Ligas".
En la "Carrera de los Ases" celebrada en La Rinconada en marzo del año 1970 con los mejores jinetes latinos, Ávila ganó con Fox, preparado por José Rosendo Fernández, derrotando a los consagrados Braulio Baeza, Eddie Belmonte y Ángel Cordero, y a los del patio Juan Eduardo Cruz y Balsamino Moreira. 
Gustavo Ávila conquistó tres veces el Gran Premio Clásico Simón Bolívar con Senegal (1957), Pensilvania (1958) y Prenupcial (1961). Fuerzas Armadas con Banal (1958), Senegal (1957) y Guapo (1974). República de Venezuela con Fair Kill (1963), Tenorio (1964), Conoto (1965) y Sendero (1976). Se adjudicó seis Clásico Presidente de la República con Cantor (1959), Porvenir (1960), Tom Thumb (1967), Four Clubs (1968), Chateaubriand (1969) y Ejemplo (1971). Tres Clásicos Cría Nacional con Perry Mason (1962), El Corsario (1974) y Guasipati (1975). El Francisco de Miranda con Velika (1966) y Cencerro (1972) y el José Antonio Páez con Guaranera (1957) y Gradisco (1960).
Este era el concepto que tenía el difunto Juan Vicente Tovar del Monstruo: "Una luminaria, un fuera de serie en su época y uno de los jockeys más inteligentes que he conocido. Siempre he sido un admirador de Gustavo, creo que el primero. Se pierden de vista las cualidades de ese señor, y es que es eso, un señor en toda la extensión de la palabra".
Gustavo Ávila hasta la temporada de 1985 ganó 1.472 carreras. Su último triunfo fue con Rahab, una pupila de Pedro Armando Quintana. Colgó el foete en el año 1990. Fungió como Comisario en el Hipódromo La Rinconada y en 1994 fue exaltado al Salón de la Fama del Deporte Venezolano. 
En junio de 2008 fue exaltado al Salón de la Fama del Caribe por ser el jinete que conquistó el primer Clásico del Caribe en 1966 con el caballo Victoreado, bajo el entrenamiento de Domingo Noguera Mora. “Me siento muy contento. Sin duda, es un orgullo ingresar al Salón de la Fama del Caribe. Los miembros de los países me eligieron de una manera abrumadora. El triunfo de Victoreado fue de los más importantes de mi carrera”.  Por otra parte, destacó que es "un honor compartir esa vitrina con los fustas Juan Vicente Tovar y Douglas Valiente. Es formidable. Ellos fueron grandes profesionales y ganaron en el Caribe. Me siento feliz”.
A finales de mayo de 2009 Gustavo Ávila fue homenajeado en Louisville, Kentucky; en el Galt House Hotel en la ceremonia titulada “Galope a la Gloria”, a paso de cumplirse 38 años de la gran proeza en el Derby con Cañonero. "Voy a colocar mis manos en una placa de cemento y también la firma. Seré el número treinta y uno en recibir este homenaje como ganador del Kentucky Derby. Voy a revivir ese gran momento junto a mi familia y amigos”, declaró Gustavo Ávila notablemente emocionado antes de tomar el avión hacia Norteamérica. También fue designado como el Buen Deportista YMCA 2014 en el rango profesional.